# 余川川
余川川（よかわがわ）は、富山県氷見市を流れる二級河川。

## 特徴
氷見平野における農業用水として多く利用されている。ゆったりと流れるのが特徴。

## 地理
宝達丘陵の碁石ヶ峰に源流がある。上流部では地滑り地形による棚田が発達している。中流部では低平な谷底平野を作る。下流部は氷見平野の北部を小さく蛇行しながら流れ、富山湾に流れる。谷底平野では南側丘陵は急崖なのに対し北側丘陵は緩やかとなるケスタ地形が発達している。

## 生態
1974年の調査では、上流の久保地区でウグイ、タカハヤ、ヨシノボリなど3科6種を確認し、平成8年には同地区でヤマメを確認した。中流の片畑頭首工付近では、首工の壁面にへばり付くヨシノボリ類の群れの他、アユ、オイカワ、モツゴなど6科16種を確認した。下流域の稲積橋付近ではボラ、マハゼ、ギンブナ、スナヤツメ、ウナギなど8科16種を確認し、秋にはサケの遡上も見られた。

## 主な支流
- 一刎川

## 流域の観光地
- 天狗林健康広場